# Chemische recycling
Chemische recycling is het omvormen van kunststoffen (plastics), door middel van verhitting en/of chemische reacties tot monomeren of andere koolwaterstoffen, die te gebruiken zijn voor het produceren van nieuwe polymeren, chemicaliën of brandstoffen.

## Mechanische vs. chemische recycling
Chemische recycling is een aanvulling op mechanische recycling, de conventionele manier van het recyclen van kunststoffen. Mechanische recycling omvat meerdere (fysieke) processen die tezamen het kunststofafval verwerken tot een nieuw kunststof-eindproduct, waaronder inzameling, scheiding, reiniging, vermaling en geavanceerdere bewerkingen als agglomeratie en regranulatie. Gedurende deze processen worden de scheikundige verbindingen waaruit de kunststoffen bestaan niet afgebroken.
Bij chemische recycling worden chemische reacties gebruikt om de kunststof-afvalstromen af te breken tot de oorspronkelijke bouwstenen waaruit de kunststoffen bestaan (polymeren, monomeren, atomen). Met deze bouwstenen kunnen nieuwe kunststoffen worden gemaakt, maar ook andere producten zoals chemicaliën of brandstoffen. Door chemische recycling is uitgebreidere scheiding mogelijk, zodat meer gemengde of vervuilde kunststof-afvalstromen gerecycled kunnen worden. Omdat de polymeren die worden verkregen door chemische recycling dezelfde kwaliteit (zuiverheid) hebben als die van de oorspronkelijke kunststof, kunnen er hoogwaardigere kunststoffen mee worden gemaakt met meer toepassingen dan mechanisch gerecycled plastic.

## Chemische recyclingmethoden
Kunststoffen worden gemaakt door het creëren van chemische verbindingen die niet van nature ontstaan. De basis van kunststof bestaat uit waterstof- en koolstofatomen. Deze kunnen samen verschillende soorten monomeren vormen, een type molecuul. De monomeren die worden gebruikt voor kunststoffen worden gewonnen uit nafta, een vloeistof die gedestilleerd kan worden uit ruwe aardolie. Door deze monomeren aan elkaar te koppelen ontstaan polymeren, die gebruikt kunnen worden om de verschillende soorten kunststof te maken.
Chemische recycling keert dit proces om, door de verbindingen weer af te breken en zo de basisgrondstoffen weer te verkrijgen. De methoden voor chemische recycling zijn nog in ontwikkeling, maar vier soorten processen worden inmiddels toegepast:
- Oplossing

Kunststof-afvalstromen met een geringe mate aan vervuiling kunnen worden bewerkt met een chemisch oplosmiddel, dat de kunststoffen afbreekt tot de polymeren waaruit zij bestaan. Deze polymeren kunnen worden gebruikt voor de productie van nieuwe kunststoffen.
- Depolymerisatie

Bij depolymerisatie wordt een oplosmiddel gecombineerd met warmte, zodat de polymeren worden afgebroken tot monomeren. Deze monomeren moeten vervolgens eerst weer aan elkaar worden gekoppeld tot polymeren, voordat nieuwe kunststoffen kunnen worden gemaakt. Alleen mono-afvalstromen komen in aanmerking voor depolymerisatie.
- Kraken/pyrolyse

Pyrolyse of kraken is een methode waarbij de polymeren worden verhit in een anaerobe (zuurstofloze) omgeving. Hierdoor ontstaat een olie of gas, dat kan worden gebruikt voor de productie van nieuwe kunststoffen, brandstoffen of chemicaliën. Kraken kan worden toegepast op veel van de meest voorkomende kunststoffen als polyetheen, polypropeen en polystyreen, maar is lastiger toe te passen op een gemengde kunststof-afvalstroom met nog andere kunststofsoorten. 
- Vergassing

Door de kunststoffen te verhitten in combinatie met een kleine hoeveelheid zuurstof, ontstaat een gas met uiteenlopende toepassingen. Het kan de basis vormen voor nieuwe kunststoffen, maar ook voor brandstoffen of als grondstof in de chemische industrie. Vergassing is ook goed te gebruiken bij vervuilde afvalstromen, en is toepasbaar op alle koolstofhoudende afvalsoorten. Gedurende het proces treedt wel energieverlies op.

## Circulaire economie
In het kader van de transitie naar een circulaire economie en het reduceren van het plasticafval streven de lidstaten van de Europese Unie voor 2030 naar het recyclen van 55% van de plastic verpakkingen. Veel lidstaten zitten nog ver van dit doel af (2016). Met traditionele mechanische recycling loopt men tegen enkele grenzen aan. Vaak vormt kunststofafval een vervuilde mix van materialen, die lastig mechanisch te verwerken is. Ook is het gerecyclede eindproduct meestal van mindere kwaliteit dan het originele product, omdat het verontreinigingen kan bevatten. Om die reden gelden er strenge regels voor het gebruik van gerecycled plastic in bijvoorbeeld voedselverpakkingen. 
Chemische recycling kan het aandeel gerecyclede kunststof op drie manieren vergroten. Als eerste kan men beter vervuilde, gemengde afvalstromen verwerken. Ten tweede kan men zuiverdere eindproducten creëren door verontreinigingen beter af te vangen, waardoor meer toepassingen voor gerecyclede kunststof ontstaan. Tot slot kan men middels chemische recycling verkregen grondstoffen verwerken tot andere nieuwe producten dan plastics, waaronder brandstof of chemicaliën. Daarmee wordt voorkomen dat een groot deel van het kunststofafval anders moet worden verbrand of gestort. Chemische recycling is daarom opgenomen in de plastic strategie van de Europese Commissie, waarin wordt gesteld dat deze nieuwe recyclingmethoden tot een verdubbeling van de huidige recyclingpercentages kunnen leiden.